# Ngôn ngữ động vật
Ngôn ngữ động vật là hình thức giao tiếp ở động vật không phải của con người nhưng cho thấy sự tương đồng với ngôn ngữ của con người. Động vật giao tiếp với nhau bằng cách sử dụng một loạt các dấu hiệu như âm thanh hoặc chuyển động. Việc ký hiệu như vậy có thể được coi là đủ phức tạp để được gọi là một dạng ngôn ngữ nếu chúng có cả một tập hợp những dấu hiệu đa dạng, các dấu hiệu tương đối độc đáo và các động vật dường như tạo ra chúng với một mức độ biến động. Trong các bài thử nghiệm, giao tiếp động vật cũng có thể được chứng minh thông qua việc sử dụng từ vựng (như được sử dụng bởi tinh tinh và vượn bonobo). Mặc dù thuật ngữ "ngôn ngữ động vật" được sử dụng rộng rãi, các nhà nghiên cứu đồng ý rằng ngôn ngữ động vật không phức tạp hoặc biểu cảm như ngôn ngữ của con người.
Nhiều nhà nghiên cứu cho rằng giao tiếp động vật thiếu một khía cạnh quan trọng của ngôn ngữ loài người, đó là việc tạo ra các mẫu dấu hiệu, ký hiệu, ký tự mới trong các hoàn cảnh khác nhau. Ngược lại, chẳng hạn, con người thường tạo ra những tổ hợp từ hoàn toàn mới căn cứ vào ngoại cảnh thay đổi và được trao truyền qua các thế hệ về sau. Một số nhà nghiên cứu, bao gồm nhà ngôn ngữ học Charles Hockett, cho rằng ngôn ngữ của con người và giao tiếp động vật khác nhau đến mức các nguyên tắc cơ bản không liên quan đến nhau. Theo đó, nhà ngôn ngữ học Thomas A. Sebeok đã đề xuất không sử dụng thuật ngữ "ngôn ngữ" cho các hệ thống ký hiệu động vật. Marc Hauser, Noam Chomsky và W. Tecumseh Fitch khẳng định sự liên tục tiến hóa tồn tại giữa các phương thức giao tiếp của động vật và ngôn ngữ loài người.

## Ghi nhận

### Loài thú
- Loài mèo sẽ sử dụng ngôn ngữ cơ thể và những tiếng kêu nhỏ để giao tiếp với các con mèo khác, "meo meo" là dấu hiệu duy nhất thể hiện sự kính trọng của loài mèo với con người. Mèo kêu "meo meo" để thay cho lời chào, để thu hút sự chứ ý, đòi thức ăn hoặc để con người biết những thứ chúng muốn như đi ra ngoài sưởi nắng.
- Đối với khỉ đầu chó, trong thời gian khoảng 6 tuần, sáu con khỉ đầu chó được xem các từ loại bao gồm từ gốc và từ ghép được chiếu trên máy tính cảm ứng, sau đó thực hiện yêu cầu xác định các từ có nghĩa và vô nghĩa. Với các bài kiểm tra khó hơn, thay vì sử dụng những ký tự sắp xếp ngẫu nhiên, các từ sai được sắp xếp giống như những từ đúng. Kết quả kiểm tra cho thấy các con khỉ đầu chó đã nhận dạng được 75 % các từ sai, từ lóng.
- Loài tinh tinh giao tiếp qua một tổ hợp những cử chỉ đầy biểu cảm, những cách phát âm và cả ngôn ngữ ký hiệu, tất cả được tận dụng để truyền đạt đúng thông điệp của chúng cho nhau. Các cử chỉ thường diễn ra theo trật tự, vì vậy, giống như tiếng gọi báo động của khỉ titi, chúng được đối chiếu với cấu trúc câu của người.
- Khỉ đột trong tự nhiên có những cách giao tiếp riêng rất cụ thể, thông qua tiếng gọi, cử chỉ, vỗ tay và nhiều cách khác nữa. Trong môi trường nuôi nhốt, khỉ đột gorilla có thể được dạy cách giao tiếp với con người bằng ngôn ngữ ký hiệu.
- Những ghi nhận về tiếng nói của loài khỉ titi (Callicebus) và so sánh hình thức giao tiếp của loài linh trưởng nhỏ bé này với con người cho thấy những tiếng gọi báo động khi có kẻ săn mồi của khỉ titi là không giống nhau, tùy theo từng kẻ địch. Tiếng gọi còn có thể thông báo vị trí nơi kẻ săn mồi đang ẩn nấp, dưới mặt đất hay đang bay liệng trên trời. Những tiếng kêu này phát ra theo một trật tự nhất định, gần giống với cấu trúc câu nói của con người, đây là một hệ thống tiếng gọi báo động có trật tự của một loài động vật không phải con người đạt được khả năng hàm chứa thông tin về cả vị trí và chủng loại của kẻ ăn thịt.
- Ở loài sóc chó, khi giải mã các tiếng kêu của loài sóc chó, các nhà nghiên cứu nhận thấy rằng đây có thể là thứ ngôn ngữ phức tạp nhất mà họ từng theo dõi. Sóc chó có thể mô tả động vật ăn thịt ở những chi tiết cụ thể đáng kinh ngạc gồm giống loài, kích thước, hình dáng. Thậm chí, chúng có thể truyền đạt lại màu sắc quần áo mà con người đang mặc hay chuyển tiếp tất cả các thông tin của một tiếng kêu nhỏ chỉ kéo dài trong tích tắc.
- Loài voi cũng có những giọng nói khác nhau giống như con người. Sau khi nghiên cứu một đàn voi rừng ở Congo trong 19 năm, Turkalo có thể nhanh chóng nhận dạng một con voi cụ thể dựa vào tiếng kêu của nó. Turkalo đang nghiên cứu để hiểu được ý nghĩa của những tiếng kêu và biên soạn một cuốn từ điển về ngôn ngữ loài voi với nhiều nguyên âm.
- Khi quan sát những âm thanh trong khi ngủ của một đàn cá heo, các nhà nghiên cứu phát hiện ra chúng đang nói một ngôn ngữ khác. Trong khi biểu diễn, những con cá heo tại một công viên nước ở Pháp đã được tiếp xúc với các bản ghi âm bài hát của cá voi. Mặc dù cá heo chưa bao giờ bắt chước các bài hát này, nhưng những âm thanh trong giấc ngủ của chúng lại có một sự tương đồng kỳ lạ. Ngoài ra, cá heo đặt tên cho mình bằng một tiếng kêu huýt đặc trưng, trong đó bao gồm cả những thông tin như giới tính, độ tuổi, khả năng tiếp nhận giao phối và tình trạng sức khỏe. Chúng tự kêu tên mình khi cô đơn và cần bạn đời.

### Loài khác
- Loài vẹt thường được cho là biết bắt chước tiếng người nhưng cũng có trường hợp được ghi lại cho thấy vẹt có khả năng không lặp lại một cách vô thức những gì chúng nghe thấy mà chỉ học từ và tiếp thu những cuộc hội thoại. Một con vẹt xém châu Phi có tên là Alex rất nổi tiếng với khả năng nhận dạng màu sắc và phát âm rõ ràng những khái niệm trừu tượng như màu sắc và sự khác biệt. Không ít những con vẹt khác có vốn từ vựng khá phong phú như Prudle, con vẹt từng được ghi vào kỷ lục Guiness Thế giới khi biết 800 từ tính cho đến thời điểm qua đời, hay N'kisi biết 950 từ.
- Gà mái được cho là biết nói chuyện với trứng 24 giờ sau khi đẻ trứng, gà mẹ có thể nghe thấy tiếng kêu chíp chíp của những con gà con qua vỏ trứng. Con gà mái mẹ sẽ kêu cục cục để đáp lại sự sợ hãi của gà con với một cử chỉ rất ngọt ngào nhằm thể hiện sự đảm bảo an toàn dành cho chúng.
- Loài ếch Huia cavitympanum từ Đông Nam có thể giao tiếp bằng cách sử dụng tần số siêu âm mà con người không thể nghe thấy. Loài động vật này có thể nghe và phát ra âm thanh lên đến 38 kHz, trong khi mức âm thanh mà con người có thể phát hiện là 20 kHz. Các nhà khoa học tin rằng loại ếch này đã thích nghi để sử dụng cách giao tiếp này vì chúng sống ở những nơi nước chảy mạnh khiến những âm thanh ở tần số thấp rất khó nghe.
- Cá cũng sử dụng ngôn ngữ ký hiệu ví dụ như Cá mú san hô lắc quẫy đuôi như một bức ảnh Polaroid để phối hợp với các thành viên khác của đàn trong khi kiếm thức ăn. Sau khi khoanh bẫy và con mồi tiến vào trong, đàn cá hướng mũi về phía trước con mồi và nhảy múa để báo hiệu sự hiện diện của chúng. Loài cá cũng sử dụng những dấu hiệu tương tự như để gọi đàn đi kiếm mồi.
- Bọ cánh cứng dùng tín hiệu như mã Moóc để đưa tín hiệu trong các "đường hầm" đào trong thân cây, loài mọt atropot gõ đầu dọc theo đỉnh đường hầm, phát ra những tiếng kêu truyền dọc theo chiều dài cơ thể để đưa tín hiệu cho các thành viên khác trong nhóm, tương tự như hệ thống mã Moóc.